# Expozice hudebních nástrojů v Ostružné

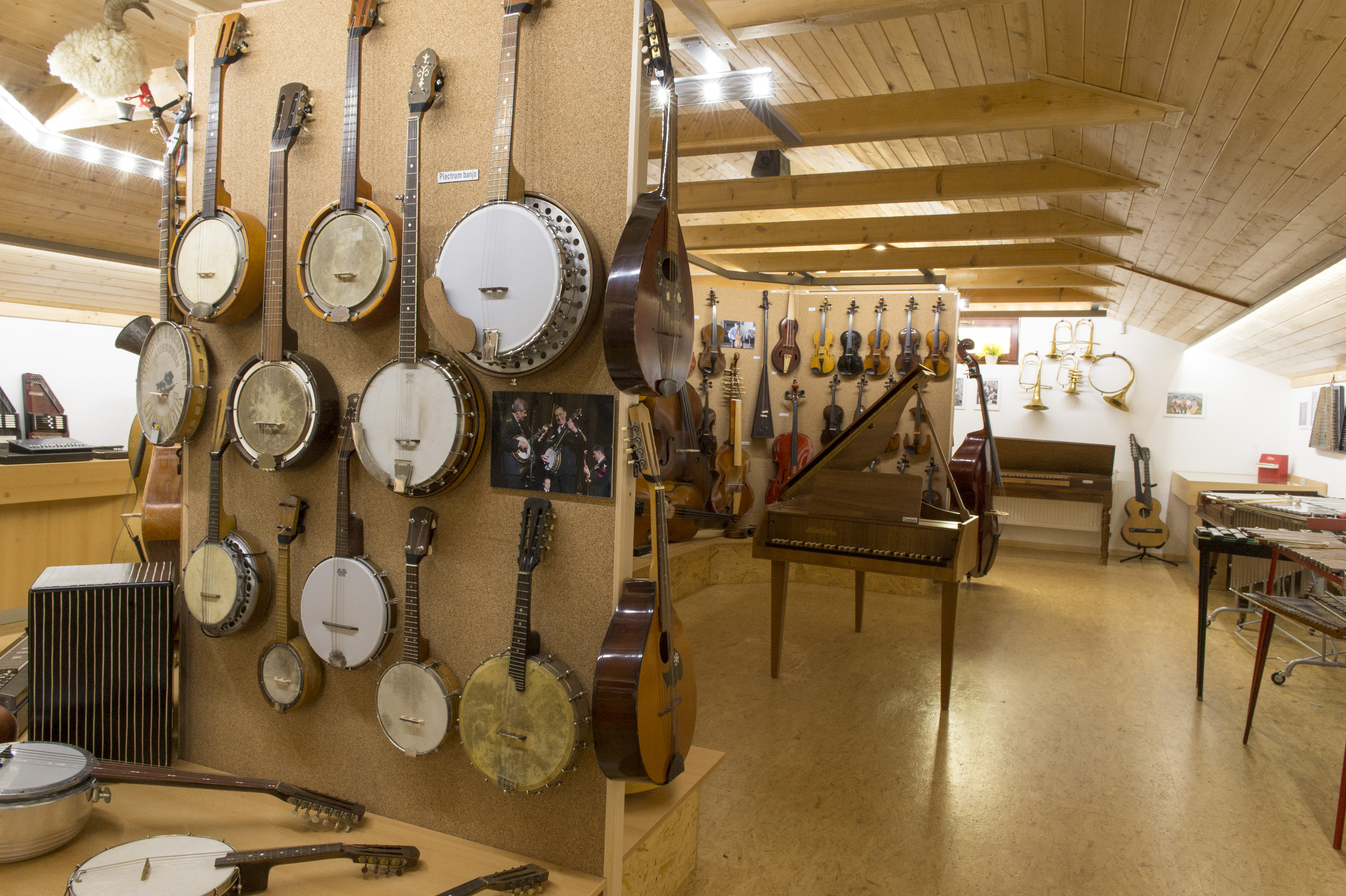
Expozice hudebních nástrojů

Expozice hudebních nástrojů v areálu Skiland v obci Ostružná na pomezí Hrubého Jeseníku a Rychlebských hor je soukromá sbírka a patří mezi ojedinělé na území Česka. Je zde vystaveno cca přes 700 hudebních nástrojů z různých koutů světa. Kromě Antarktidy jsou v zastoupení všechny kontinenty. Nejvíce hudebních nástrojů je ale z Evropy.

## Historie
Majitel původně začal shromažďovat hudební nástroje za účelem výzdoby nově zbudované restaurace ve svém areálu roku 2004. Oficiální otevření expozice proběhlo v červnu 2015, přístupná veřejnosti je od listopadu 2014. Záměrem majitele je především představit lidem co nejvíce hudebních nástrojů, na které se hrálo nebo hraje jak v Česku, tak i v zahraničí. Původní majitel v roce 2020 zemřel, ale sbírka zůstává otevřená veřejnosti i nadále.

## Popis sbírky
Celková sbírka obsahuje přes osm set instrumentů. Kromě běžných hudebních nástrojů, jako je banjo, housle, kytara, akordeon, hoboj mezi ně patří i například bandura, Er Hu, dulcimer, kantele, rebab, sitár, kazoo, suzafon aj.
Mezi hudebními nástroji jsou i perníkové housle či nástroje, které jsou vyrobeny ze zvířat, např. mandolína Charango, jejíž tělo je vyrobeno z krunýře pásovce devítipásého.